# Mirando Mrsić
Mirando Mrsić (ur. 14 października 1959 w Splicie) – chorwacki polityk, lekarz i nauczyciel akademicki, parlamentarzysta, od 2011 do 2016 minister pracy i systemu emerytalnego.

## Życiorys
W 1983 ukończył studia medyczne na Uniwersytecie w Zagrzebiu. Na tej samej uczelni uzyskiwał następnie magisterium (1989) i doktorat (2000). Pracę zawodową rozpoczął w 1984 jako stażysta w uniwersyteckim szpitalu klinicznym w Zagrzebiu (KBC Zagreb), specjalizował się następnie w zakresie chorób wewnętrznych i hematologii. W latach 2000–2004 był wicedyrektorem swojego szpitala. Zawodowo związany również z macierzystym uniwersytetem, w 2010 objął stanowisko profesorskie.
W 1997 wstąpił do Socjaldemokratycznej Partii Chorwacji, został m.in. członkiem zarządu głównego i wiceprzewodniczącym stołecznych struktur partii. Od 2005 był radnym zgromadzenia miejskiego w Zagrzebiu. W wyborach w 2007 i 2011 z ramienia SDP uzyskiwał mandat posła do Zgromadzenia Chorwackiego.
W grudniu 2011 objął urząd ministra pracy i systemu emerytalnego w rządzie Zorana Milanovicia. W 2015 ponownie został wybrany do chorwackiego parlamentu. W styczniu 2016 zakończył pełnienie funkcji rządowej. W przedterminowych wyborach w tym samym roku z powodzeniem ubiegał się o poselską reelekcję.
W 2018 wykluczony z SDP, założył w tymże roku nową partię pod nazwą Demokrati.